# Pedicularis tenuisecta
Pedicularis tenuisecta là loài thực vật có hoa thuộc họ Cỏ chổi. Loài này được Franch. ex Maxim. mô tả khoa học đầu tiên năm 1888.